# جو گرانت (بازیکن هاکی روی یخ)
جو گرانت (انگلیسی: Joe Grant; ۲۳ ژانویهٔ ۱۹۵۷ – ۵ ژانویهٔ ۲۰۱۱) بازیکن هاکی روی یخ اهل کانادا بود.